# The Monkees
The Monkees je bila ameriška rock skupina, ustanovljena leta 1965. Sestavljali so jo Micky Dolenz (bobni, vokalist), Davy Jones (vokalist), Michael Nesmith (kitara) in Peter Tork (klaviature, bas kitara).
Skupino sta sestavila producenta Bob Rafelson in Bert Schneider po zgledu skupine The Beatles, konkretno za nastop v istoimenski TV-seriji. Na samem začetku so člani zasedbe le peli, sčasoma pa so si pridobili pravico do nadzora nad nastajanjem in izdajanjem glasbe. Skupina je imela tudi več turnej v živo. Snemanje serije se je končalo leta 1968, vendar so The Monkees nadaljevali z izdajanjem plošč do leta 1970. V osemdesetih letih dvajsetega stoletja je ponovitev serije privedla do povratnih turnej in novih plošč z novimi člani skupine.

## Diskografija

### Studijski albumi
- The Monkees (1966)
- More of The Monkees (1967)
- Headquarters (1967)
- Pisces, Aquarius, Capricorn & Jones Ltd. (1967)
- The Birds, The Bees & the Monkees (1968)
- Head (1968)
- Instant Replay (1969)
- The Monkees Present (1969)
- Changes (1970)
- Pool It! (1987)
- Justus (1996)
- Good Times! (2016)